# Julie von Cohn-Oppenheim
Pour les articles homonymes, voir Cohn et Oppenheim (homonymie).
Julie von Cohn-Oppenheim, née le 5 novembre 1839 à Berlin et décédée le 5 janvier 1903 dans la même ville, est une philanthrope juive allemande qui a particulièrement œuvré dans les villes de Dessau et d'Oranienbaum.

## Origine et famille
Julie Cohn est l'unique enfant du baron Moritz von Cohn (1812-1900), Juif de cour, banquier de la cour allemande et de son épouse Charlotte, née Wolff. Ses parents divorcent peu après sa naissance et sa mère entretenant une liaison avec l'éditeur de journaux parisien Moïse Polydore Millaud, Julie sera élevée par son père. Son grand-père, Itzig Hirsch Cohn (1777-1863), a fondé la première caisse d'épargne du duché d'Anhalt, que son père a considérablement développée et agrandie.
En 1858, elle épouse Ferdinand Oppenheim (1830-1890),, le fils d'une famille de commerçants juifs de Breslau à qui appartient la Maison Oppenheim. Par testament, Julie von Cohn-Oppenheim la transmettra à la communauté juive de Breslau, en tant que fondation de bienfaisance pour les pauvres et les nécessiteux de la communauté. Celle-ci fonctionnera jusqu'en 1940, date à laquelle, elle est confisquée par le régime nazi. Julie et Ferdinand n'auront pas d'enfants.

## Carrière
Vivant dans un milieu protégé, Julie Cohn passe une partie de sa jeunesse entre Wiesbaden et Berlin. Elle voyage aussi beaucoup dans d'autres villes et pays. En tant que juive pratiquante, elle est un membre très engagé de la Central-Verein deutscher Staatsbürger jüdischer Glaubens (Association centrale des citoyens allemands de confession juive) et de la Hilfsverein der deutschen Juden (Association d'aide aux Juifs allemands). Très tôt, elle s'intéresse à l'éducation et à l'art. Après la mort de son père, elle devient l'unique héritière en tant que fille unique d'une fortune estimée entre 40 et 50 millions de reichsmarks et décide de passer la fin de sa vie à Dessau.
Grâce à ses dons et fondations, de nombreux bâtiments et palais ont pu être construits. Elle se fait construire de 1900 à 1902 par le célèbre architecte Alfred Messel (1853-1909, un somptueux palais dans la Kavalierstraße, juste à côté de l'ancienne maison familiale. Ce palais, la Messelhaus, devient un centre de la vie sociale de Dessau, un lieu de sociabilité de haut niveau, de musique et d'art. Il sera confisqué et utilisé par le gouverneur du Reich d'Anhalt pendant la période nazie. Le bâtiment est détruit pendant la Seconde Guerre mondiale.
La Messelhaus à Dessau

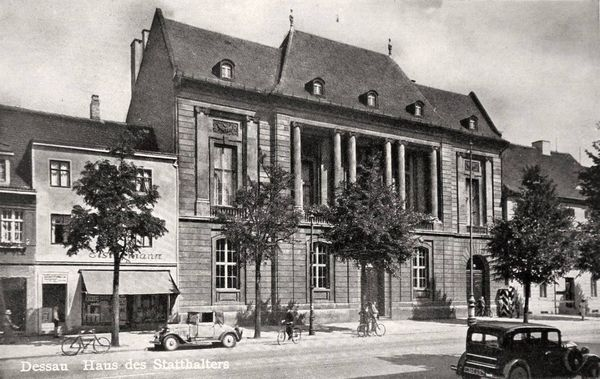
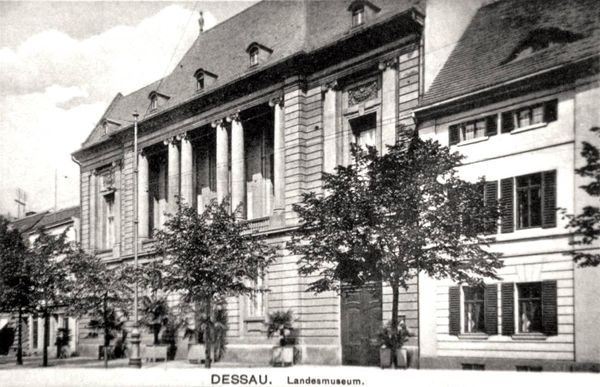
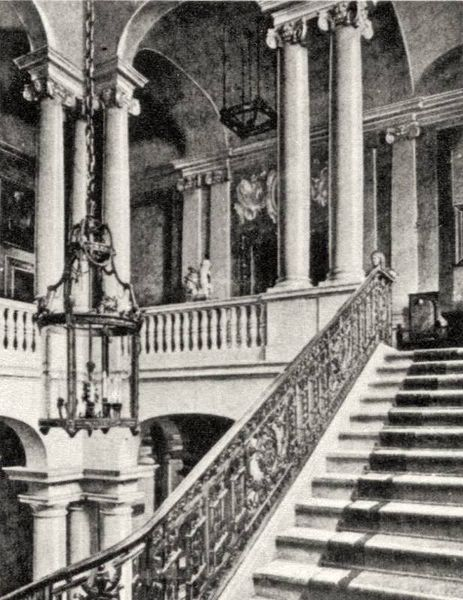

La « baronne » comme on la surnomme, devient ainsi la plus grande bienfaitrice de la ville de Dessau. En raison de ses nombreux dons et fondations, la ville de Dessau lui a décerné la citoyenneté d'honneur le 30 avril 1901, jour du premier anniversaire de la mort de son père. Très tôt, elle s'intéresse à la culture et à l'art. Le même jour, la première pierre d'une autre institution de Dessau, principalement financée par elle, est posée : l'hospice municipal (avec un centre de travail, une laverie, un élevage de porcs, etc.), qui ouvrira ses portes deux ans plus tard (1903) « avec un effectif de 20 hommes, 16 femmes et 10 enfants ». La rue adjacente est alors nommée Cohn-Oppenheim-Strasse. En 1935, elle est rebaptisée Fröbelstraße. Après avoir été gravement détruit par les bombes au printemps 1945, l'ancien hospice rouvrira ses portes en 1951 sous le nom de foyer de nuit Helene Lange. Aujourd'hui, c'est la maison de retraite de l'Amalienhof Dessau.
Par testament, elle lègue à la communauté juive de Dessau la somme de 5,5 millions de reichsmarks et la même somme à la ville de Dessau qui devra être placée comme capital d'une fondation dont le but sera de contribuer « à des œuvres d'amour et d'assistance universelles, sans distinction de confession ». Le trésorier de cette fondation sera le banquier juif Paul Maerker (1856-1942), ancien fondé de pouvoir de la banque du baron Moritz von Cohn. Le legs permettra à la communauté juive de Dessau de construire sa nouvelle synagogue qui sera inaugurée en 1908.